# Supercopa Turca de Voleibol Feminino de 2020
A Supercopa Turca de Voleibol Feminino de 2020 foi a décima primeira edição desta competição organizada pela  FTV. Participaram do torneio duas equipes, os campeões da Liga A Turca e da Copa da Turquia.
O time do Eczacıbaşı SK conquista o quinto título e  a melhor jogadora da competição foi Tijana Bošković.

## Sistema de disputa
O Campeonato foi disputado em um jogo único.

## Equipes participantes
Equipes que disputaram a Supercopa de Voleibol de 2019:
| Equipe        | Cidade   | Qualificação                        | Última participação                          |
| ------------- | -------- | ----------------------------------- | -------------------------------------------- |
| VakıfBank SK  | Istambul | 1º colocado da Liga A Turca 2018-19 | Supercopa Turca de Voleibol Feminino de 2019 |
| Eczacıbaşı SK | Istambul | 2º colocado da Liga A Turca 2019-20 | Supercopa Turca de Voleibol Feminino de 2019 |

## Resultado
| 9 de setembro de 2020 14:00 AQ | VakıfBank SK   | 2 — 3                         | Eczacıbaşı SK | Burhan Felek Kubbe Salon,Istambul Público: 70 Árbitro(s): TUR Nurper Özbar TUR Mehmet Gül |
| 9 de setembro de 2020 14:00 AQ | 14 22 25 27 12 | Set 1 Set 2 Set 3 Set 4 Set 5 | 25 18 25 15   | Burhan Felek Kubbe Salon,Istambul Público: 70 Árbitro(s): TUR Nurper Özbar TUR Mehmet Gül |

## Premiações
| Supercopa Feminina de 2020        |
| Turquia                           |
| --------------------------------- |
| Eczacıbaşı SK Campeão (5º título) |